# Marius et Fanny

Marius et Fanny est un opéra en deux actes de Vladimir Cosma, inspiré des deux premières pièces de la trilogie marseillaise de Marcel Pagnol, Marius et Fanny.

## Création

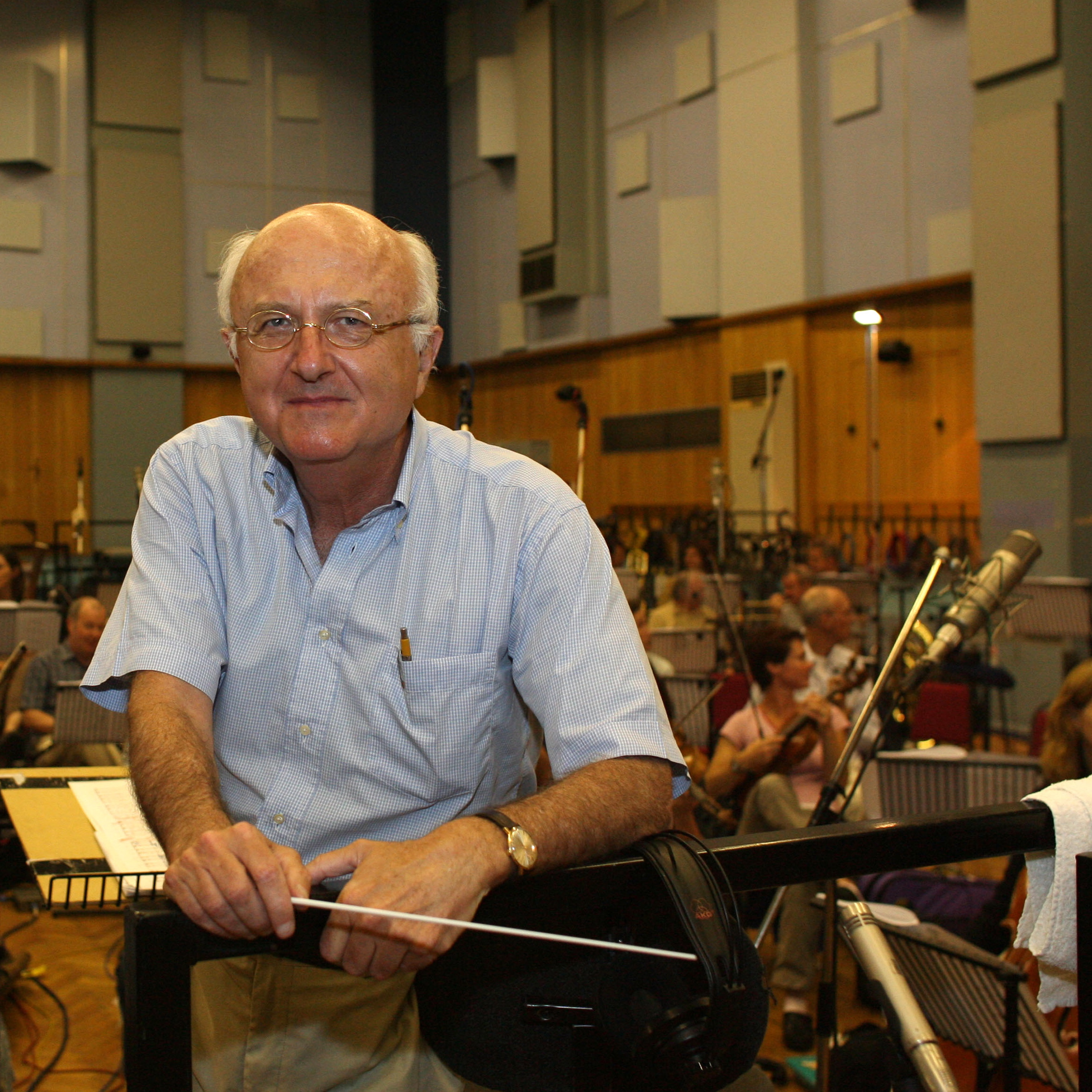
Vladimir Cosma à Londres en 2007, dans les Studios Abbey Road pour l'enregistrement de son opéra Marius et Fanny.

L'opéra a été créé en 2007 à l'Opéra de Marseille,.
La musique est de Vladimir Cosma, la mise en scène de Jean-Louis Grinda, avec Roberto Alagna et Angela Gheorghiu dans les rôles principaux. Le spectacle musical était commandé par l'Opéra de Marseille (avec l'accord de Jacqueline Pagnol). Le livret a été adapté par Michel Lengliney, Jean-Pierre Lang, Michel Rivegauche, Antoine Chalamel, Michel Arbatz et Vladimir Cosma.
Distribution des rôles:
- Angela Gheorghiu : Fanny
- Roberto Alagna : Marius
- Marc Barrard : Panisse
- Jean-Philippe Lafont : César
- Michèle Lagrange : Honorine
- Bruno Comparetti : Mr Brun

## Reprises et diffusion
À l'Opéra d'Avignon, ce sont Karen Vourc'h et Sébastien Guèze qui reprennent les rôles principaux.
L'opéra a été diffusé sur Arte en 2011.

## Commentaires
Roberto Alagna a déclaré au sujet de cet opéra : « Des imbéciles ont dit que c’était une opérette. Pas du tout, c’est un très grand opéra, très difficile à chanter. Cosma a fait un très grand travail, il y a ici du Puccini ».